# Estissac
Estissac – miejscowość i gmina we Francji, w regionie Grand Est, w departamencie Aube.
Według danych na rok 1990 gminę zamieszkiwało 1611 osób, a gęstość zaludnienia wynosiła 63 osób/km².

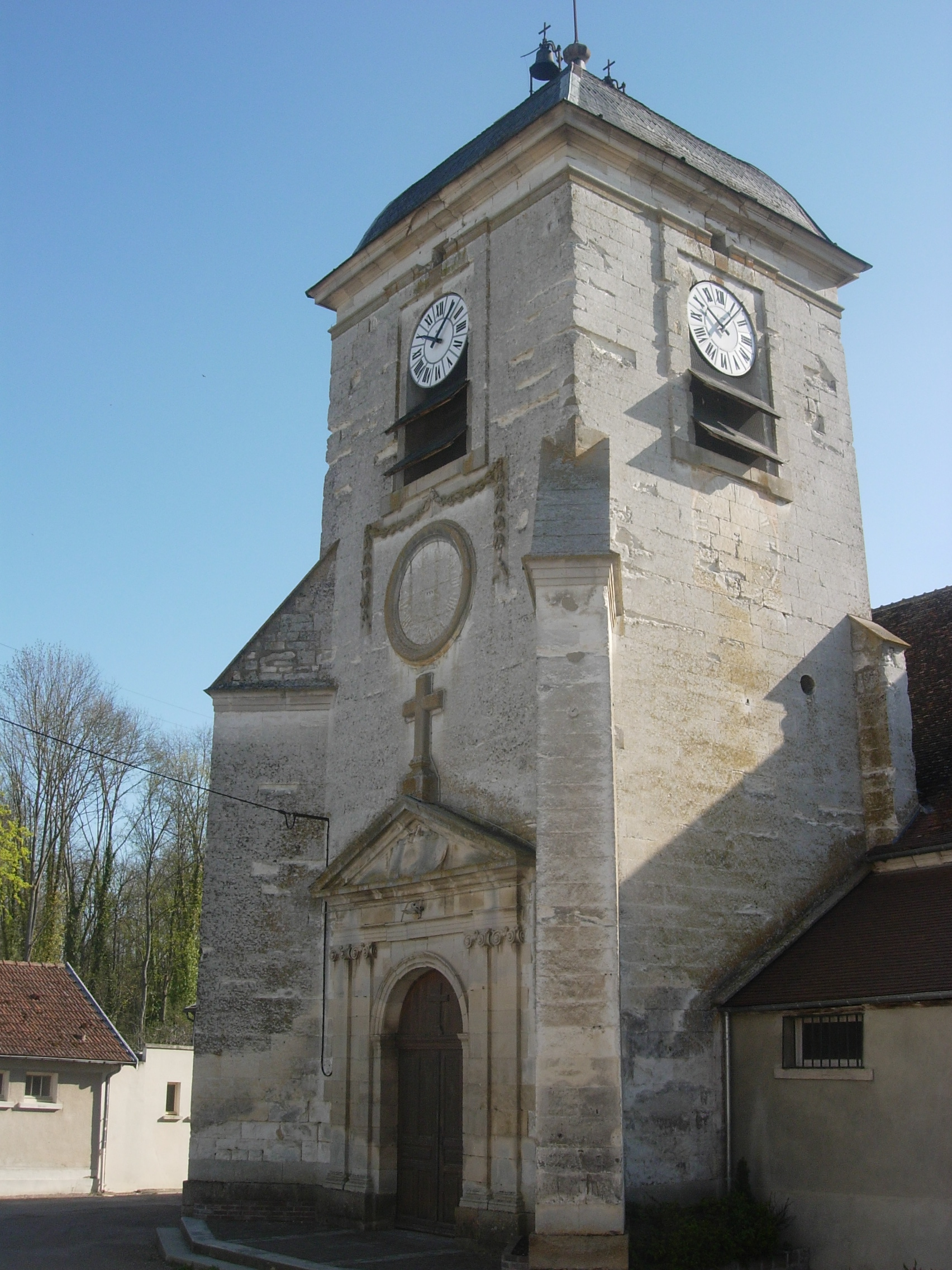
kościół w Estissac, 2009